# Dangerous Dave in the Haunted Mansion
Dangerous Dave in the Haunted Mansion (také Dangerous Dave 2) je počítačová hra žánru akční plošinovka vydaná v roce 1991 společností Softdisk.
Na hru Dangerous Dave, která se řadí do žánru logických plošinovek, navazuje jen velmi volně, obě hry však spojuje osoba Johna Romera.

## Obsah hry
Hra je rozdělena do 8 levelů včetně 2 bossů (4. a závěrečný level). Jak název napovídá, příběh se odehrává ve strašidelném domě plném hororových monster. Hlavní hrdina Dave, který se pokouší zachránit svého bratra Delberta, je po celou hru vybaven jedinou zbraní - 8rannou brokovnicí. Originálním konceptem je způsob dobíjení - brokovnice se dobíjí automaticky ve chvíli, kdy se postava hrdiny nehýbe. Dalšími určujícími prvky pro hratelnost je možnost kromě přímého směru mířit diagonálně nahoru a dolů, a nemožnost ukládat průběh hry a s tím spojená vysoká obtížnost. Hráč začíná se 3 životy a další může získat sbíráním bodů (10 000 bodů = 1 život) nebo životů v tajných místnostech. Při ztrátě života je nutné opakovat celý level.
Hra se dočkala dvou pokračování na stejném enginu, na kterých se však již přímo nepodílel nikdo z tria John Romero, John Carmack, Tom Hall, kteří se ve společnosti Id Software dále zabývali vývojem 3D akčních her.